# عز الدين العباسي
عز الدين العباسي ولد في 19 يناير 1920 في تونس العاصمة، هو مهندس وسياسي تونسي.

## السيرة الذاتية
بدأ عز الدين العباسي دراسته في المدرسة الصادقية ثم معهد كارنو بتونس. بعد دراسات تحضيرية للرياضيات الخاصة في الجزائر العاصمة، انتقل إلى فرنسا أين تحصل على شهادة من مدرسة الأساتذة العليا للمناجم بسانت إتيان ولقب مهندس في الأشغال العامة. أصبح عضو اللجنة الإدارية للاتحاد العام التونسي للشغل، فطرد مؤقتا بين 1 أبريل 1953 و1 أبريل 1954 لمشاركته في إضراب.

في 7 سبتمبر 1955، أصبح وزير الأشغال العامة الأول في تاريخ تونس بعد الاستقلال، وذلك في عمر 36 سنة. جعل مهمته الأولى إذا النهوض بوسط وجنوب البلاد وتطويرهما. بقي في هذا المنصب حتى 29 يوليو 1957، أين أصبح وزير التجارة والصناعة في حكومة الحبيب بورقيبة الثانية. بين 30 ديسمبر 1958 و7 أكتوبر 1961، عين كأول وزير للنقل في نفس الحكومة.

انتخب كنائب مؤسس في المجلس القومي التأسيسي التونسي 1956 عن الاتحاد العام التونسي للشغل ممثلا دائرة الكاف وتبرسق الانتخابية.

انتخب بالإجماع كأول رئيس للمجلس الاقتصادي والاجتماعي وذلك بين 1961 و1969، قبل أن يعيد ترأسه بين 1973 و1975.

بين 1973 و1975، أصبح يشغل منصب شيخ مدينة تونس، وترأس كذلك جمعية صيانة مدينة تونس.

بعدها واصل حياته كرجل أعمال.